# Rõuge
Rõuge – miasto w południowo - wschodniej Estonii, w prowincji Võrumaa, w gminie Rõuge.